# 藤岡勝利
藤岡 勝利（ふじおか かつとし、1964年 - ）は、日本のイラストレーター・キャラクターデザイナー。岡山県出身。男性。

## 経歴
岡山県立岡山工業高等学校工業デザイン科卒。東京にてデザイン事務所就職後、1987年にイラストレーターとして独立。
1980年代後半より『テクノポリス』（徳間書店インターメディア）などのゲーム雑誌でイラストを担当。1989年に発売された『魔界塔士 Sa・Ga」（スクウェア）のキャラクターデザインで人気を集め、続編『Sa・Ga2 秘宝伝説』『時空の覇者 Sa・Ga3 ［完結編］』でもキャラクターデザイン・パッケージイラストを担当。また、同社の『半熟英雄』でもキャラクターデザインを担当した（第2作「ああ、世界よ半熟なれ…!!」まで）。
1992年末、角川書店で経営方針を巡る対立から社員が一斉に退社しメディアワークスを設立する「お家騒動」が勃発。この影響で、別のスタッフを集めて編集が継続されることになった『マル勝ファミコン』『マル勝PCエンジン』の2誌の表紙を急遽担当した。なお、マル勝スーパーファミコンで描いた看板キャラクターは、後に妖怪バスタールカの大冒険のキャラクターとしても登場している（ソフト自体についてはTHE Jetsonsの流用である）。
1996年、有限会社ハニー・ビィ設立。平和のパチンコ『お天気スタジオ』（2000年）・ネットのパチスロ『ポーカーゲーム』（2001年）においてキャラクターデザインを担当して以後の商業活動は確認されておらず、ハニー・ビィのサイトも現在は閉鎖されている。2001年にワンダースワンカラーで『魔界塔士Sa・Ga』がリメイクされた際は板鼻利幸が、2009年にニンテンドーDSでリメイクされた『Sa・Ga2 秘宝伝説』及び2010年にリメイクされた『時空の覇者 Sa・Ga3』では小林元がそれぞれキャラクターデザイン等を担当している。
現在は専門学校岡山情報ビジネス学院のCGデザイナーコースのコース長をしている。
※2021年現在はゲームクリエイター学科に在籍